# Elizaveta Oshurkova
Elizaveta Vasilyevna Oshurkova (Russian : Елизавета Васильевна Ошуркова, Ukrainian : Єлизавета Василівна Ошуркова) née le 19 juin 1991 est une coureuse cycliste russe, d'origine ukrainienne. Elle représente la Russie dans les compétitions internationales depuis juillet 2016.

## Palmarès sur route
- 2008
  - 10e du championnat du monde du contre-la-montre juniors
- 2009
  -  Médaillée de bronze du championnat du monde du contre-la-montre juniors
  - 9e du championnat d'Europe du contre-la-montre juniors
- 2010
  - 7e du championnat d'Europe du contre-la-montre juniors
- 2013
  -  Championne d'Ukraine sur route
- 2018
  - Grand Prix Fémin'Ain (cdf)
  - 2e du Tour de Feminin - Krásná Lípa
  - 3e du championnat de Russie sur route
- 2019
  - 2e du championnat de Russie du contre-la-montre
  - 3e du Tour de Feminin - Krásná Lípa
  - 3e de l'Aphrodite`s Sanctuary Race
  - 6e du championnat d'Europe du contre-la-montre en relais mixte (avec l'équipe de Russie)
- 2020
  -  Championne de Russie du contre-la-montre
  - 3e du Grand Prix Central Anatolia

## Palmarès sur piste
- 2017
  - 3e du championnat de Russie d'omnium